# Johann Andreas Stein

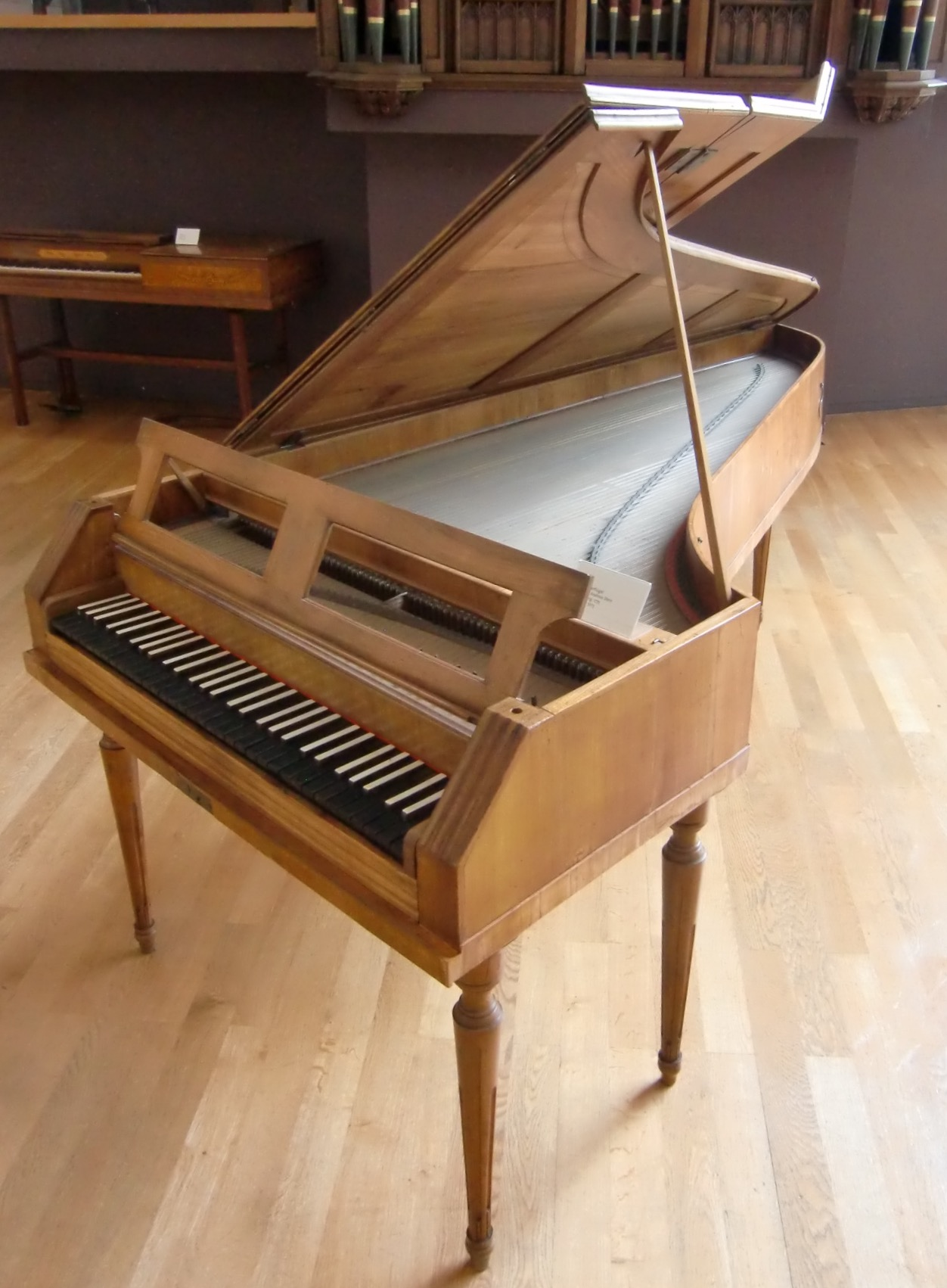

Johann (Georg) Andreas Stein (Heidelsheim, 16 de Maio de 1728 - Augsburg, 29 de Fevereiro de 1792) era um fabricante alemão de instrumentos de tecla, nomeadamente de órgãos, clavicórdios, cravos e pianos.

## Biografia
Stein foi uma figura central na história do piano e o principal responsável pelo design do chamado mecanismo alemão de acção dos martelos, mais tarde aperfeiçoado e apelidado de mecanismo de acção vienense. Stein aprendeu a profissão de construtor de órgãos com seu pai, em Heidelsheim. De Agosto de 1748 a Janeiro de 1749 trabalhou como aprendiz em duas oficinas: na de Johann Andreas Silbermann, em Estrasburgo, e na de Frantz Jacob Spath, em Regensburg.
No ano de 1777, Stein conheceu Mozart em Augsburg. Mozart usou os fortepianos de Stein numa apresentação pública do seu triplo concerto, realizada no dia 22 de Outubro. Os três solistas desse concerto terão sido Mozart, Demmler (o organista de catedral) e Stein. Mozart fez grandes elogios aos pianos de Stein numa carta dirigida ao seu pai.
Dois clavicórdios de Stein estão preservados. Um deles, agora no Museu Nacional de Budapeste, foi comprado por Leopold Mozart para que pudesse praticar durante as suas viagens. Um outro, que combina um piano e uma única fila de tubos de órgão, encontra-se agora no Museu Histórico de Gothenberg.
Os pianos de Stein serviram de modelo para construtores contemporâneos como Philip Belt e Paul McNulty.

## Gravações
- Gertrud Kottermaier. Mozart. Johann Andreas Stein Hammerflügel aus dem jahre 1785 im Mozarthaus in Augsburg. Alemanha, 1991
- Christine Schornsheim (hammerflügel von Stein), Rüdiger Lotter (violine), Sebastian Hess (violoncello). Drei Klaviersonaten (Hammerflügel solo). Drei Trios für Cembalo, Violine, Violoncello.  Selo: OEHMS Classic
- Andreas Steier, Christine Schornsheim. Wolfgang Amadeus Mozart. Am Stein vis-a-vis. Selo: Harmonia Mundi
- Ronald Brautigam. Ludwig van Beethoven. Complete works for solo piano, Vol.9. (Stein) Paul McNulty. Selo: BIS
- Alexei Lubimov and his colleagues. Ludwig van Beethoven. Complete piano sonatas. Stein, Walter, Graf, Buchholtz (Paul McNulty). Selo: Moscow Conservatory Records
- Amy & Sara Hamann. Beethoven. Piano Duets (Complete). Yamaha disklavier, Stein 1784, Nannete Streicher 1815. Selo: Grand piano